# Vladimír Búřil
Vladimír Búřil (ur. 17 maja 1969 w Bratysławie) – słowacki hokeista, reprezentant Słowacji, olimpijczyk.
Po zakończeniu kariery zamieszkał w Pluskach pod Olsztynem, gdzie zajmuje się propagowaniem hokeja na lodzie, rozpoczął trenowanie grup dziecięcych w Giżycku.

## Kariera klubowa
- Slovan Bratysława (1988–1994)
- Dogues de Bordeaux (1994–1996)
- Slovan Bratysława (1996–2000)
- EC Wilhelmshaven (2000–2001)
- Heilbronner Falken (2001–2004)
- MsHK Žilina (2004–2005)
- Alba Volán Székesfehérvár (2005–2006)
- MsHK Žilina (2006)
- Podhale Nowy Targ (2006–2007)
- TKH Toruń (2007–2008)
- Cracovia (2008)
- TKH Toruń (2008–2010)

Swoją karierę rozpoczął w Slovanie Bratysława, w którym występował (wliczając okres juniorski) przez 11 lat, po czym wyjechał do Francji, gdzie reprezentował barwy swojego pierwszego klubu zagranicznego – Les Dogues de Bordeaux. Po dwóch latach wrócił do macierzystego Slovana z którym zdobył 2 razy mistrzostwo kraju oraz wystąpił w trzech edycjach Europejskiej Hokejowej Ligi. W 2000 wyjechał do Niemiec, gdzie przez 4 lata grał w II-ligowych drużynach. W 2004 roku wrócił do swego ojczystego kraju, lecz nie do Slovana, lecz do MsHK Žilina. W następnym sezonie przeniósł się do węgierskiego klubu Alba Volán Székesfehérvár z którym występował w Interlidze oraz zdobył mistrzostwo kraju. W sezonie 2006/2007 wrócił do Žiliny – świeżo upieczonego Mistrza Słowacji, gdzie został kapitanem drużyny, lecz po rozegraniu 18 meczów rozstał się z tym klubem (powodem była trudna sytuacja finansowa Žiliny) i przeniósł się do nowotarskiego Podhala, z którym wywalczył mistrzostwo kraju. Mimo wyrażenia przez Búřila chęci pozostania w zespole, klub zrezygnował z niego po zakończeniu sezonu. Pozostał jednak w Ekstralidze, a konkretnie przeniósł się do TKH Toruń. Po niewywalczeniu przez TKH awansu do grupy mocniejszej, 22 stycznia 2008 Búřil podpisał kontrakt z Cracovią, z którą wywalczył mistrzostwo kraju. Po sezonie wrócił do TKH.
Statystyki zawodnika
| 1988-89 | Slovan Bratysława         | Ekstraliga    | 35  | 2   | 0   | 2   | 28  | -- | -- | -- | -- | -- |
| 1989-90 | Slovan Bratysława         | Ekstraliga    | bd  | bd  | bd  | bd  | bd  | -- | -- | -- | -- | -- |
| 1990-91 | Slovan Bratysława         | Ekstraliga    | 25  | 3   | 10  | 13  | 24  | -- | -- | -- | -- | -- |
| 1991-92 | Slovan Bratysława         | Ekstraliga    | 31  | 3   | 3   | 6   | 16  | -- | -- | -- | -- | -- |
| 1992-93 | Slovan Bratysława         | Ekstraliga    | 30  | 3   | 2   | 5   | 0   | -- | -- | -- | -- | -- |
| 1993-94 | Slovan Bratysława         | Ekstraliga    | 41  | 8   | 7   | 15  | 0   | -- | -- | -- | -- | -- |
| 1994-95 | Les Dogues de Bordeaux    | Division I    | bd  | bd  | bd  | bd  | bd  | bd | bd | bd | bd | bd |
| 1995-96 | Les Dogues de Bordeaux    | Division I    | bd  | bd  | bd  | bd  | bd  | bd | bd | bd | bd | bd |
| 1996-97 | Slovan Bratysława         | EHL           | 5   | 0   | 0   | 0   | 8   | 2  | 0  | 0  | 0  | 2  |
| 1996-97 | Slovan Bratysława         | Ekstraliga    | 42  | 4   | 11  | 15  | 46  | -- | -- | -- | -- | -- |
| 1997-98 | Slovan Bratysława         | EHL           | 6   | 1   | 0   | 1   | 8   | 2  | 2  | 0  | 2  | 2  |
| 1997-98 | Slovan Bratysława         | Ekstraliga    | 44  | 4   | 5   | 9   | 26  | -- | -- | -- | -- | -- |
| 1998-99 | Slovan Bratysława         | EHL           | 5   | 0   | 0   | 0   | 2   | -- | -- | -- | -- | -- |
| 1998-99 | Slovan Bratysława         | Ekstraliga    | 42  | 2   | 9   | 11  | 87  | -- | -- | -- | -- | -- |
| 1999-00 | Slovan Bratysława         | Ekstraliga    | 43  | 2   | 1   | 3   | 60  | 8  | 0  | 2  | 2  | 4  |
| 2000-01 | Slovan Bratysława         | Ekstraliga    | 5   | 1   | 1   | 2   | 2   | -- | -- | -- | -- | -- |
| 2000-01 | EC Wilhelmshaven          | 2. Bundesliga | 47  | 17  | 19  | 36  | 61  | -- | -- | -- | -- | -- |
| 2001-02 | Heilbronner Falken        | 2. Bundesliga | 57  | 8   | 22  | 30  | 78  | -- | -- | -- | -- | -- |
| 2002-03 | Heilbronner Falken        | 2. Bundesliga | 51  | 12  | 21  | 33  | 48  | 4  | 0  | 1  | 1  | 2  |
| 2003-04 | Heilbronner Falken        | 2. Bundesliga | 50  | 6   | 13  | 19  | 96  | -- | -- | -- | -- | -- |
| 2004-05 | MsHK Žilina               | Ekstraliga    | 34  | 5   | 5   | 10  | 24  | 5  | 0  | 0  | 0  | 4  |
| 2005-06 | Alba Volán Székesfehérvár | I liga        | 10  | 2   | 5   | 7   | 6   | 8  | 0  | 5  | 5  | 6  |
| 2005-06 | Alba Volán Székesfehérvár | Interliga     | 24  | 6   | 3   | 9   | 58  | 8  | 2  | 0  | 2  | 16 |
| 2006-07 | MsHK Žilina               | Ekstraliga    | 18  | 1   | 0   | 1   | 20  | -- | -- | -- | -- | -- |
| 2006-07 | Podhale Nowy Targ         | Ekstraliga    | 19  | 1   | 4   | 5   | 18  | 15 | 3  | 3  | 6  | 16 |
| 2007-08 | TKH Toruń                 | Ekstraliga    | 37  | 11  | 17  | 28  | 64  | -- | -- | -- | -- | -- |
| 2007-08 | Cracovia                  | Ekstraliga    | 4   | 0   | 2   | 2   | --  | -- | -- | -- | -- | -- |
| Łącznie | Łącznie                   | Łącznie       | 701 | 102 | 158 | 260 | 780 | 52 | 7  | 11 | 18 | 52 |

- W lidze czechosłowackiej rozegrał 121 meczów, strzelił 11 goli, zaliczył 15 asyst i przesiedział 58 minut na ławce kar.
- W lidze słowackiej rozegrał 269 meczów, strzelił 27 goli, zaliczył 39 asyst i przesiedział 265 minut na ławce kar.
- W lidze węgierskiej rozegrał 10 meczów, strzelił 2 gole, zaliczył 5 asyst i przesiedział 6 minut na ławce kar.
- W lidze polskiej rozegrał 60 meczów, strzelił 12 goli, zaliczył 23 asyst i przesiedział 82 minuty na ławce kar.

## Kariera reprezentacyjna
Vladimír Búřil w reprezentacji Słowacji rozegrał 25 meczów i strzelił 1 gola.
Swoją karierę reprezentacyjną rozpoczął już w 1989 roku, kiedy to w barwach młodzieżowej reprezentacji Czechosłowacji wystąpił na młodzieżowych Mistrzostwach Świata. W barwach Słowacji brał udział w Igrzyskach Olimpijskich w 1994 roku w Lillehammer, w których rozegrał 4 mecze.

## Sukcesy
- Mistrzostwo Słowacji 1998 i 2000 ze Slovanem Bratysława
- Mistrzostwo Węgier 2006 z Albą Volán Székesfehérvár
- Mistrzostwo Polski 2007 z Podhalem Nowy Targ i 2008 z Cracovią